# Área metropolitana de Fond du Lac
El Área Estadística Metropolitana de Fond du Lac, WI MSA, como la denomina la Oficina de Administración y Presupuesto, es un Área Estadística Metropolitana centrada en la ciudad de Fond du Lac, que solo abarca el condado homónimo en el estado de Wisconsin, Estados Unidos. Su población según el censo de 2010 es de 101.633 habitantes, convirtiéndola en la 341.º área metropolitana más poblada de los Estados Unidos.

## Área Estadística Metropolitana Combinada
El área metropolitana de Fond du Lac es parte del Área Estadística Metropolitana Combinada de Fond du Lac-Beaver Dam, WI CSA junto con el Área Estadística Micropolitana de Beaver Dam, WI µSA; totalizando 162.806 habitantes en un área de 6.431 km².

## Comunidades
Ciudades, villas y pueblos
- Alto (pueblo)
- Ashford (pueblo)
- Auburn (pueblo)
- Brandon (villa)
- Byron (pueblo)
- Calumet (pueblo)
- Campbellsport (villa)
- Eden (pueblo)
- Eden (villa)
- Eldorado (pueblo)
- Empire (pueblo)
- Fairwater (villa)
- Fond du Lac (pueblo)
- Fond du Lac (ciudad)
- Forest (pueblo)
- Friendship (pueblo)
- Kewaskum (partial) (villa)
- Lamartine (pueblo)
- Marshfield (pueblo)
- Metomen (pueblo)
- Mount Calvary (villa)
- North Fond du Lac (villa)
- Oakfield (pueblo)
- Oakfield (villa)
- Osceola (pueblo)
- Ripon (pueblo)
- Ripon (ciudad)
- Rosendale (pueblo)
- Rosendale (villa)
- Springvale (pueblo)
- St. Cloud (villa)
- Taycheedah (pueblo)
- Waupun (ciudad)
- Waupun (pueblo)

Lugares no incorporados
- Byron
- Calumetville
- Calvary
- Dundee
- Eldorado
- Garnet
- Johnsburg
- Malone
- Marytown
- New Fane
- New Prospect
- Peebles
- Pipe
- St. Joe
- South Byron
- Taycheedah
- Van Dyne
- Waucousta